# Manoir de Saint-Marcouf
Le manoir de Saint-Marcouf est un édifice situé à Pierreville, en France.

## Localisation
Le monument est situé dans le département français de la Manche, à 900 mètres à l'est de l'église de Pierreville.

## Architecture
Les façades et couvertures du logis principal, des bâtiments bordant la cour au sud et de la porterie, la grande salle voutée au rez-de-chaussée du logis et l'escalier du logis sont inscrits depuis le 6 mars 1964.

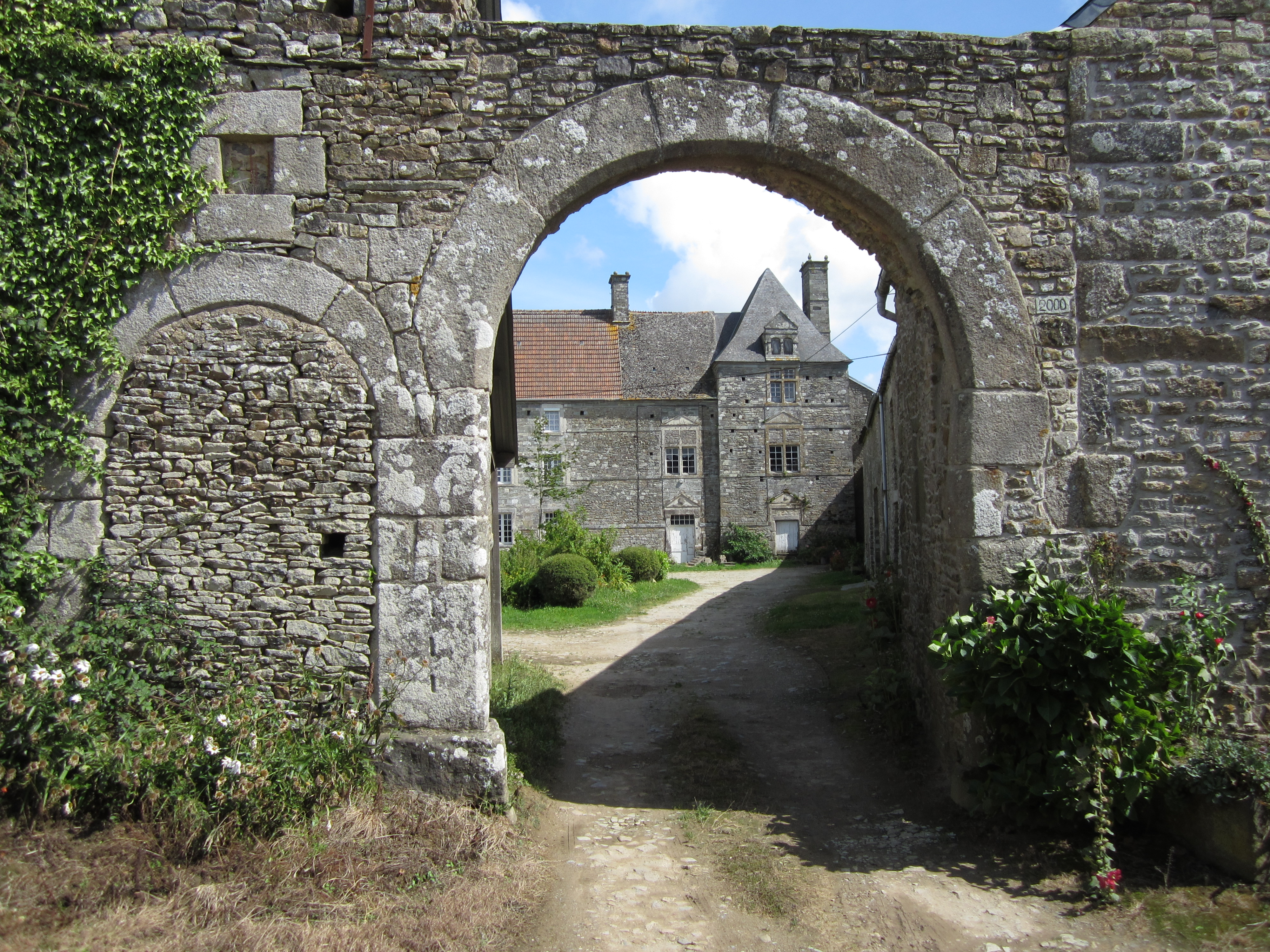
La porterie.